# Záh Felicián

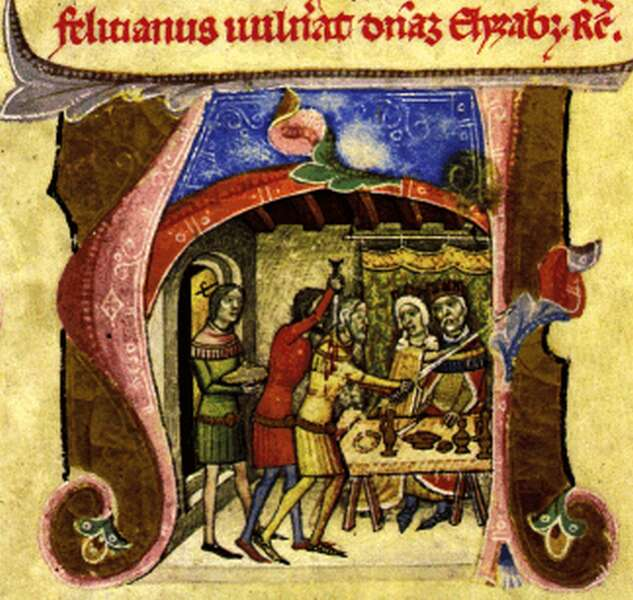
Záh Felicián merénylete a királyi család ellen. Képes krónika (Chronicon Pictum)

Záh Felicián, helyesebben Záh nembeli Felicián (? – Visegrád, 1330. április 17.) magyar birtokos, katona. Az előkelő, Nógrádban őshonos Záh nemzetségből származik. Károly Róbert elleni sikertelen merénylete tette hírhedtté, amelyet nemzetségén toroltak meg. Családnevét az oklevelekben Zah, több történelmi és irodalmi műben Zách formában írják.

## Életrajza
Hosszú ideig Csák Mátét szolgálta híven, aki a Felvidék tartományura volt, és Károly Róbert király ellen harcolt. Felicián Máté oldalán komoly vagyonra tett szert és magas rangba jutott, 1318-ban azonban átpártolt a királyhoz, aki számára büntetlenséget biztosított, javait és társadalmi pozícióját megtarthatta. 1321-ben a király semptei várnagyává nevezte ki, lánya, Klára pedig bekerült Erzsébet királyné udvarhölgyei közé. Rövid idő alatt szabad bejárása volt az uralkodóhoz.

## A merénylet
Midőn azután az Úr 1330-ik évében, április tizenhetedikén, húsvét után való szerdán a király a királynéval és a mondott két fiával a visegrádi vár alatt, házában ebédelt, Felícián észrevétlenül a király asztalához lépett: kirántotta éles kardját, és a veszett kutya dühével hirtelen a királyra rontott; irgalmatlanul meg akarta ölni a királyt, a királynét és fiaikat. A kegyelmes Isten könyörületessége azonban nem engedte, hogy végbevihesse szándékát. A király jobb kezét könnyen megsebesítette ugyan - jaj, a királyné jobb kezének négy ujját egyszeribe lecsapta: ujjait, melyekkel a szegényeknek, sínylődőknek és nyomorultaknak osztotta az alamizsnát; melyekkel számtalan templomnak varrt mindenféle köntöst, és fáradhatatlanul küldte az oltárokra és az egyháziaknak a drága bársony díszruhákat és kelyheket! Midőn azután az ott álló királyfiakat is meg akarta ölni, rávetették magukat a gyermekek nevelői, Kenezics Gyula fia [Miklós] és János nádor fia Miklós; fejükön halálos sebet kaptak, míg a gyermekek elmenekültek. Ekkor egy jó hajlandóságú ifjú, a Patak vármegyei Sándor fia János, a királyné alétekfogója úgy rohant Felíciánra, mint valami vérengző fenevadra: csákányával keményen nyaka és lapockája közé csapott, átvágta és leterítette; most az ajtókon mindenünnen benyomuló királyi bajvívó vitézek rémes kardjaikkal ízenként vagdalták össze a nyomorultat, és összekaszabolták, mint egy szörnyeteget. Fejét Budára küldték, kezeit, lábait más városokba; majd egyetlen növendék fiát és hű szolgáját - akik elfutottak, de meg nem menekülhettek - lófarkra kötözve emésztették el: tetemüket és csontjukat kutyák falták fel az utcán.

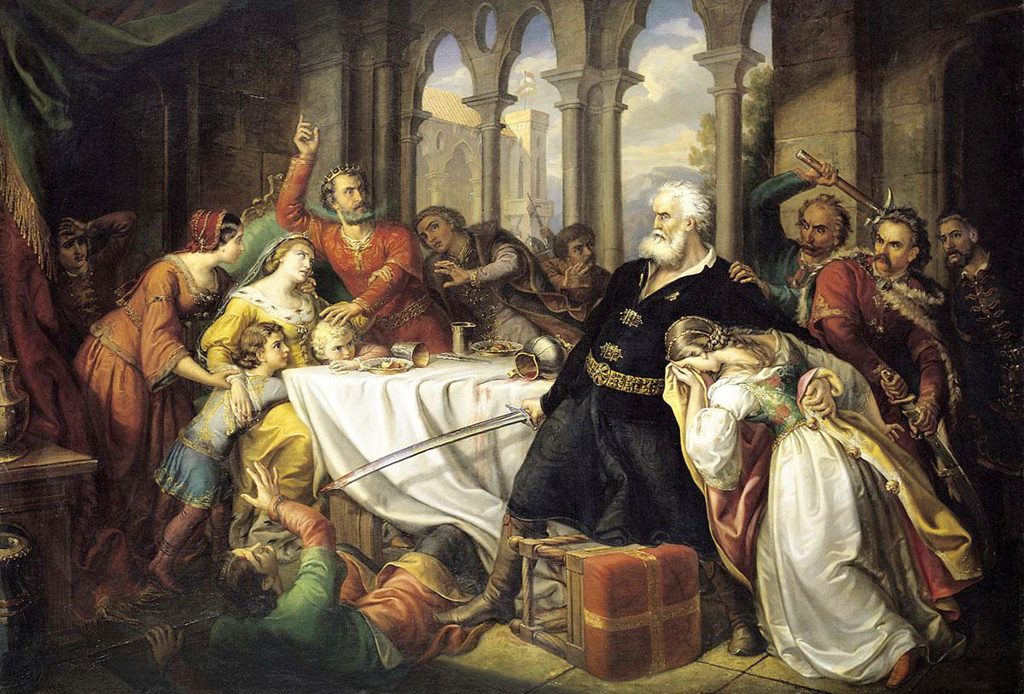
Orlai Petrics Soma: Zách Felicián, 1859, olaj, vászon (Janus Pannonius Múzeum, Pécs)

1330. április 17-én, miközben a királyi család a visegrádi Duna-parton levő palotában ebédhez készült, Felicián kardjával rárontott a királyi családra. Károly Róbertet a jobb karján sebesítette meg könnyebben, míg Erzsébet jobb kezének négy ujját lecsapta, miközben ő a fiait, Lajost – a későbbi Nagy Lajos királyt – és Endrét védte. A fiúknak nem esett bajuk, nevelőiknek – Kenezics Gyula fia Miklós és Drugeth Miklós – súlyos fejsérülés árán sikerült felfogniuk az ütéseket. Ezalatt a Potok megyei (ma: Sárospatak) Sándor fia János, a királyné al-étekfogója leszúrta, majd az odaérkező testőrség szétvagdalta Feliciánt.
A merénylet okairól megoszlanak a források. Vannak, akik a megtorlás súlyosságából arra következtettek, hogy a merénylet a tartományurak által szőtt összeesküvés része volt. Az utókor azonban inkább egy az emlékeit másfél évtizeddel később papírra vető olasz krónikás leírását fogadja el. Eszerint Erzsébet öccse, Kázmér herceg – a későbbi Nagy Kázmér lengyel király – állítólag elcsábította Záh Klárát, s apja ezt akarta megtorolni. Ez a történet nagyon hasonlít Bánk bán feleségének történetére, amit röviden a Képes krónika mond el. Nem lehet tudni, hogy melyik történet hatott a másikra.

## A megtorlás

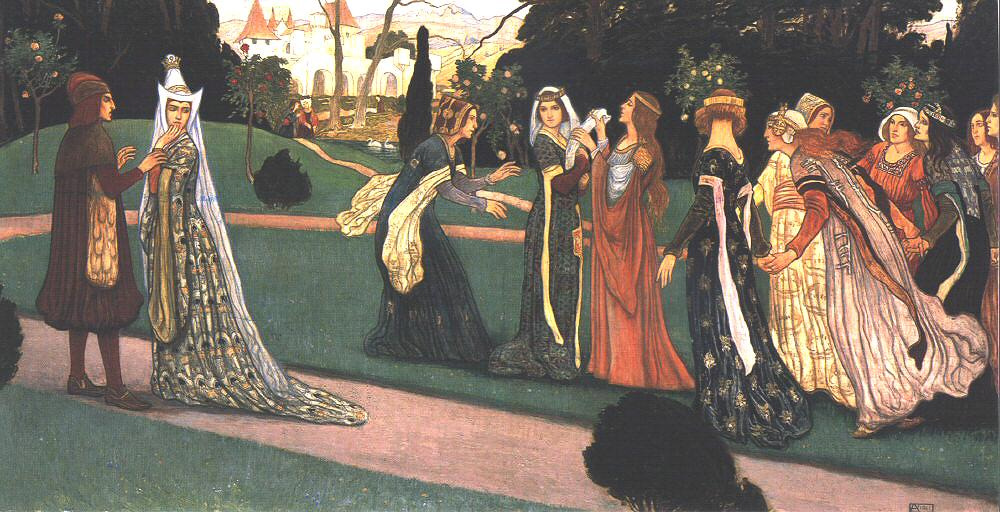
Körösfői-Kriesch Aladár: Zách Klára története I.

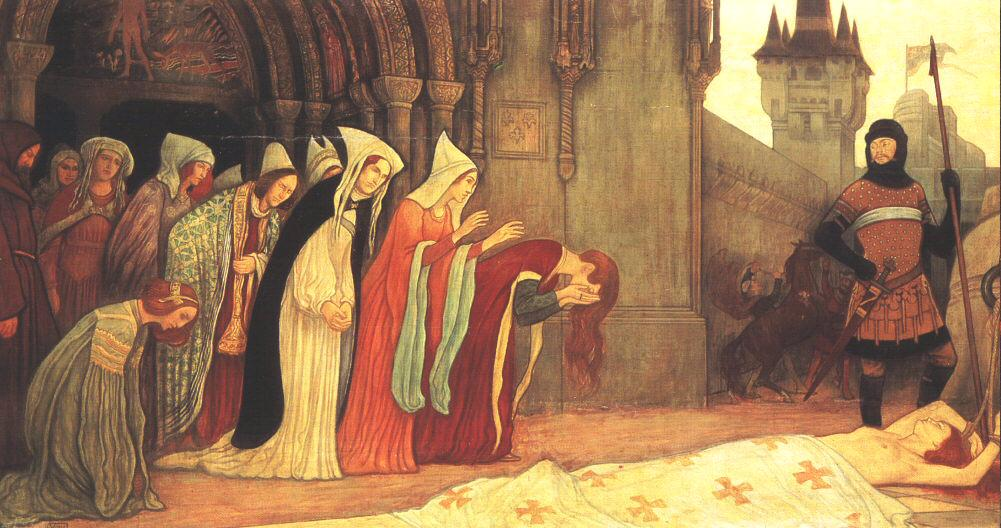
Körösfői-Kriesch Aladár: Zách Klára története II.

Testrészeit ezután elrettentésül szétküldték az országban. Fia szolgájával együtt futásnak eredt, de nem tudott elmenekülni. Őket ló farkához kötötték, majd miután meghaltak, részeiket a piacon a kutyák és disznók elé vetették. Sebe nevű lányát Becsei Imre lévai várnagy lefejeztette, férje, Kopai Imre börtönben halt meg. Gyermekeiket pedig a keresztesekkel vitették el, akik végül Rodoszra száműzték őket. Klára lányának levágták az orrát, az ajkait, hogy a fogai látszottak és nyolc ujját, majd lovon körbehordták néhány városban, miközben azt kellett kiáltoznia, hogy „így jár, aki hűtlen lesz királyához”. Felicián nemzetségének tagjait harmadíziglen megölték, a távolabbiakat jószágvesztésre ítélték.
Így tehát a boldogtalan Felicián felségsértés bűnébe esett, megháborította az országot, kiirtotta tulajdon magvát, meggyalázta és elvesztette nemzetségét, ebek étkévé lett, s e világból kiszabadúlván megkötöztetett az alvilágban s eltemettetett a pokolban, és a világnak gúnyává, a hitetleneknek tanulságává lett.
Nőtestvérének nőunokáit azonban felmentették minden büntetés alól.
Károly Róbert nem sokkal később váratlanul zarándokútra indult Jeruzsálembe, azonban Felicián még élő rokonaitól tartva némi hajózás után végül visszafordult.

## Szépirodalom
- Arany János: Zách Klára Archiválva 2018. október 17-i dátummal a Wayback Machine-ben, www.sgyak.u-szeged.hu
- Fehér Tibor: A ródoszi lovag. Móra Ferenc Könyvkiadó, 1986
- Bíró Szabolcs: Anjouk [a regénysorozat 3-4-5. kötete], Athenaeum, Budapest, 2015-2018.